# 原勝德
原勝德（日語：原 勝徳，1月1日—），日本資深男性動畫師、人物設計師。代表作是擔任人物設定的〈蠟筆小新長篇電影〉系列。

## 人物簡介
作畫工作室（已經解散）出身。目前以SHIN-EI動畫的《蠟筆小新》動畫系列持續參加製作，此外他也是少數長年一直參加作畫工作的非SHIN-EI動畫所屬動畫師。
原勝德是從1993年上映的蠟筆小新長篇電影系列第1部《動感超人大戰泳裝魔王》開始，加入動畫蠟筆小新的製作團隊，至今以負責長篇電影的人物設計和作畫工作為主。

## 主要參加作品

### 電視動畫
- 1987年：之後頓珍漢（日语：ついでにとんちんかん）（動畫）
- 1987年：高校！奇面組（日语：ハイスクール!奇面組）（動畫）
- 1988年：名門！第三野球部（日语：名門!第三野球部）（動畫）
- 1988年：Topo Gigio、夢見Topo Gigio（日语：トッポ・ジージョ）（動畫）
- 1991年：21衛門（原畫）
- 1992年：蠟筆小新（作畫監督、原畫、OP作畫監督&原畫）
- 1993年：家有賤龍（原畫）
- 1995年：酷媽寶貝蛋（原畫）
- 1996年：烏龍派出所（作畫監督）
- 1996年：玩偶遊戲（原畫）
- 2001年：熱帶雨林的爆笑生活（作畫監督、原畫）
- 2005年：哆啦A夢 (2005年版)（作畫監督、原畫）
- 2005年：我們這一家（原畫）
- 2013年：幸福光暈 ～More Aggressive～（原畫、OP原畫）
- 2015年：輕鬆百合3☆hi！（作畫監督、原畫）
- 2017年：新黑色推銷員（作畫監督、原畫）
- 2018年：擅長捉弄人的高木同學（第二原畫）

### OVA
- 1991年：伊蘇（原畫）
- 2002年：熱帶雨林的爆笑生活Deluxe（作畫監督、原畫）
- 2011年：蘿球社！ 智花的草莓聖代（作畫監督）
- 2014年：輕鬆百合 暑假時光！（原畫）
- 2015年：幸福光暈 ～畢業寫真～ 第1部 芽 -Kizashi-（作畫監督）

### 電影動畫
- 超能力魔美：星空上的跳舞娃娃（1988年，動畫）
- 哆啦美：迷你哆啦SOS（1989年，原畫）
- 哆啦A夢系列
  - 哆啦美：阿拉拉·少年山賊團（1991年，原畫）
  - 哆啦美與哆啦A夢七小子：機械人學校七不思議（1996年，原畫）
  - 哆啦A夢七小子：怪盜哆啦邦謎樣的挑戰書（1997年，原畫）
  - 哆啦A夢七小子：蟲蟲大作戰（1998年，原畫）
  - 哆啦A夢七小子：點心娜娜王國（1999年，原畫）
  - 哆啦A夢七小子：火車大暴走（2000年，原畫）
  - 哆啦美與哆啦A夢七小子：宇宙樂園之千鈞一髮（2001年，原畫）
  - 哆啦A夢：大雄與機器人王國（2002年，原畫）
- 蠟筆小新系列
  - 第1部：動感超人大戰泳裝魔王（1993年，作畫監督、原畫）
  - 第2部：不理不理王國的秘寶（1994年，人物設定[1]、作畫監督、原畫）
  - 第3部：雲黑齋的野心（1995年，人物設定[2]、作畫監督、原畫）
  - 第4部：搞怪遊樂園大冒險（1996年，人物設定[3]、作畫監督、原畫）
  - 第5部：黑暗珠珠大追擊（1997年，人物設定[4]、作畫監督、原畫）
  - 第6部：電擊！豬蹄大作戰（1998年，人物設定[5]、作畫監督、原畫）
  - 第7部：爆發！溫泉激烈大決戰（1999年，人物設定[6]、作畫監督、原畫）
  - 第8部：風起雲湧的叢林冒險（2000年，人物設定[7]、作畫監督、原畫）
  - 第9部：風起雲湧 猛烈！大人帝國的反擊（2001年，人物設定[8]、作畫監督、原畫）
  - 第10部：風起雲湧 壯烈！戰國大會戰（2002年，作畫監督、原畫）
  - 第11部：風起雲湧 光榮燒肉之路（2003年，作畫監督、原畫）
  - 第12部：風起雲湧！夕陽下的春日部男孩（2004年，作畫監督、原畫）
  - 第13部：3分鐘百變大進擊（2005年，人物設定[9]、作畫監督、原畫）
  - 第14部：Amigo！森巴入侵計畫（2006年，人物設定[10]、作畫監督、原畫）
  - 第15部：小白的屁屁炸彈（2007年，人物設定[11]、作畫監督、原畫）
  - 第16部：風起雲湧的金矛勇者（2008年，人物設定、作畫監督、原畫）
  - 第17部：春日部野生王國（2009年，人物設定[12]、作畫監督、原畫）
  - 第18部：我的超時空新娘（2010年，人物設定[13]、作畫監督、原畫）
  - 第19部：黃金間諜大作戰（2011年，人物設定[14]、作畫監督、原畫）
  - 第20部：我和我的宇宙公主（2012年，人物設定[15]、作畫監督、原畫）
  - 第21部：超級美味！B級美食大逃亡!!（2013年，人物設定[16]、作畫監督、原畫）
  - 第22部：大對決！機器人爸爸的反擊（2014年，人物設定[17]、作畫監督、原畫）
  - 第23部：我的搬家物語 仙人掌大襲擊（2015年，人物設定[18]、作畫監督、原畫）
  - 第24部：爆睡！夢世界大作戰（2016年，作畫監督、原畫）
  - 第25部：宇宙人Pi力來襲!!（2017年，作畫監督、原畫）
  - 第26部：功夫小子 ～拉麵大亂鬥～（2018年，道具設定、作畫監督、原畫）
- Pa-Pa-Pa The☆Movie 小超人帕門（2003年，原畫）
- （2004年，原畫）
- 劇場版 神奇寶貝：決戰時空之塔 帝牙盧卡VS帕路奇犽VS達克萊伊（2007年，原畫）
- 寵物反斗星：DOKI DOKI！星球大暴走!?（日语：えいがでとーじょー! たまごっち ドキドキ! うちゅーのまいごっち!?）（2007年，原畫）
- 劇場版 閃電十一人：最強軍團王牙來襲（2010年，原畫）

### 網路動畫
- 2016年：蠟筆小新外傳 外星人vs.新之助（日语：クレヨンしんちゃん外伝 エイリアン vs. しんのすけ）（作畫監督、作畫）
- 2016年：蠟筆小新外傳 玩具大戰（日语：クレヨンしんちゃん外伝 おもちゃウォーズ）（作畫監督、作畫）

### 其它
- 1994年：超級桃太郎電鐵III（日语：スーパー桃太郎電鉄III）（女澡堂插圖）

## 來源
1. ↑  . 日本電影資料庫.   [2018-08-21]. （原始内容存档于2020-10-28） （日语）.
2. ↑  . 日本電影資料庫.   [2018-08-21]. （原始内容存档于2020-08-06） （日语）.
3. ↑  . 日本電影資料庫.   [2018-08-21]. （原始内容存档于2020-10-28） （日语）.
4. ↑  . 日本電影資料庫.   [2018-08-21]. （原始内容存档于2020-10-28） （日语）.
5. ↑  . 日本電影資料庫.   [2018-08-21]. （原始内容存档于2020-10-28） （日语）.
6. ↑  . 日本電影資料庫.   [2018-08-21]. （原始内容存档于2016-03-21） （日语）.
7. ↑  . 日本電影資料庫.   [2018-08-21]. （原始内容存档于2020-08-03） （日语）.
8. ↑  . 日本電影資料庫.   [2018-08-21]. （原始内容存档于2020-10-28） （日语）.
9. ↑  . allcinema.   [2018-08-21]. （原始内容存档于2018-08-21） （日语）.
10. ↑  . allcinema.   [2018-08-21]. （原始内容存档于2019-06-29） （日语）.
11. ↑  . allcinema.   [2018-08-21]. （原始内容存档于2018-08-21） （日语）.
12. ↑  . allcinema.   [2018-08-21]. （原始内容存档于2018-08-21） （日语）.
13. ↑  . allcinema.   [2018-08-21]. （原始内容存档于2018-08-21） （日语）.
14. ↑  . allcinema.   [2018-08-21]. （原始内容存档于2018-08-21） （日语）.
15. ↑  . allcinema.   [2018-08-21]. （原始内容存档于2018-08-21） （日语）.
16. ↑  . allcinema.   [2018-08-21]. （原始内容存档于2018-08-21） （日语）.
17. ↑  . allcinema.   [2018-08-21]. （原始内容存档于2018-08-21） （日语）.
18. ↑  . allcinema.   [2018-08-21]. （原始内容存档于2018-08-21） （日语）.

## 相關項目
- 大森孝敏
- 山口保則
- 蠟筆小新
- SHIN-EI動畫
- 巧克力香蕉 (雜誌)（日语：チョコバナナ (雑誌)）